# Mainvillers
Mainvillers település Franciaországban, Moselle megyében. Lakosainak száma 322 fő (2022. január 1.). Mainvillers Arriance, Créhange, Elvange, Faulquemont, Hémilly, Many és Thicourt községekkel határos.

## Népesség
A település népességének változása:
| Lakosok száma | 197  | 230  | 238  | 271  | 301  | 338  | 335  | 330  | 327  | 322  |
|               | 1968 | 1982 | 1990 | 2006 | 2013 | 2015 | 2017 | 2019 | 2020 | 2022 |